# سگ کنعان
سگ کنعان (عبری: כלב כנעני‎) نژادی با قدمتی بیش از ٩ هزار سال است که در برخی از کشورهای خاورمیانه وجود دارد.
سگ کنعان به عنوان سگ ملی ‌اسرائیل شناخته می‌شود. 

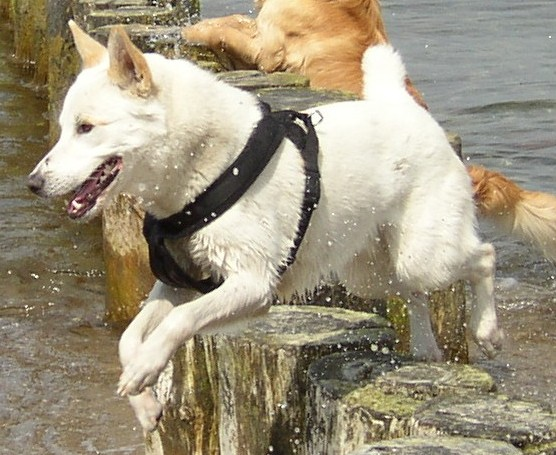
سگ کنعان

## رفتار
سگی ذاتاً بد اخلاق و سریع است. این سگ آن‌قدر نا آرام است که دائماً با قلاده نگهداری می‌شود یا در یک مکان محصور شده، فقط در شرایطی که در سطح عالی آموزش دیده باشد می‌توان او را بدون قلاده در یک مکان باز رها کرد. این سگ به هیچ وجه به درد آپارتمان نمی‌خورد، زیرا که بسیار واق واق می‌کند. این سگ عاشق خانواده ایست که در آن بزرگ می‌شود و هم‌چنین خیلی بازی کردن را دوست دارد.

## نگهداری
این سگ ریزش مو فصلی دارد و دائماً هم باید موهایش شانه زده شود.
سگ کنعان یک سگ نگهبان است.
این سگ بسیار خوب آموزش می‌بیند به شرط این که از تولگی آموزش داده شود.

## بیماری‌ها
اطلاعاتی در دست نیست